# Loewia (Plantae)
Loewia je rod grmova ili polugrmova iz porodice Passifloraceae, potporodica Turneroideae. Postoje dvije priznate vrste grmova iz Etiopije, Kenije i Somalije.
Vrste u ovom rodu su:
- Loewia glutinosa Urb.
- Loewia tanaensis Urb.

## Vanjske poveznice
- USDA PLANTS Profile